# قیام‌الدین‌لی
قیام‌الدین‌لی (به لاتین: Qiyaməddinli) یک منطقه مسکونی در جمهوری آذربایجان است که در شهرستان آغجه‌آباد واقع شده است.